# André Morell
André Morell, vero nome Cecil André Mesritz (Londra, 20 agosto 1909 – Londra, 28 novembre 1978), è stato un attore britannico.

## Biografia
Di origini olandesi, figlio di André Mesritz, prima di intraprendere la carriera di attore professionista lavorò come meccanico e nel tempo libero recitò da dilettante in alcune compagnie teatrali. Diventò professionista nel 1934, dapprima utilizzando il cognome reale, poi anglicizzandolo in Morell nel 1936, cambiandolo legalmente nel 1938, quando passò all'Old Vic per interpretare il ruolo di Orazio nell'Amleto di Shakespeare accanto ad Alec Guinness, e quello di Alonso ne La tempesta, diretto da John Gielgud. Recitò inoltre nel ruolo di Mercuzio in Romeo e Giulietta (con Robert Donat nel ruolo di Romeo), per il quale ricevette consensi di critica e pubblico.
Oltre che sul palcoscenico, iniziò a recitare nel cinema e nei primi esperimenti televisivi della BBC di riprese di opere teatrali, interpretando i ruoli di Mr. Wickam in Orgoglio e pregiudizio, di Le Bret in Cyrano de Bergerac del 1938 e, più tardi, di Bassanio in The Merchant of Venice (1947). La guerra interruppe momentaneamente la sua carriera, quando egli servì dal 1940 al 1946 nei Royal Welch Fusiliers, raggiungendo il grado di maggiore. Dopo la guerra tornò a recitare all'Old Vic in numerose produzioni teatrali (Re Lear, Timone d'Atene) e in televisione, dove impersonò Albert Schweitzer in It's Midnight, Dr. Schweitzer (1953) e comparve in numerose serie, tra le quali Quatermass and the Pit, dove interpretò Bernard Quatermass, e la controversa e discussa versione di 1984 di George Orwell, Nineteen Eighty-Four, diretta da Rudolph Cartier e sceneggiata da Nigel Kneale, dove era O'Brien.
Sul grande schermo i ruoli per i quali è maggiormente ricordato furono quelli del Dottor Watson in La furia dei Baskerville (1959), del colonnello Green ne Il ponte sul fiume Kwai (1957), di Sesto in Ben-Hur (1959) e quello di Lord Wendower in Barry Lyndon (1975), oltre a diversi horror prodotti dalla Hammer Film Productions. Diverse volte fu accreditato come Andre Morell.
Nel 1960, mentre recitava all'Oxford Playhouse in Hedda Gabler di Henrik Ibsen, nel ruolo del giudice Brack, conobbe l'attrice Joan Greenwood, con la quale si sposò segretamente in Giamaica e dalla quale ebbe un figlio, Jason Morell, che intraprese anch'egli la carriera di attore. Morì a Londra all'età di 69 anni per un cancro ai polmoni, il 28 novembre 1978.

## Filmografia

### Cinema
- 13 Men and a Gun, regia di Mario Zampi (1938)
- Many Tanks Mr. Atkins, regia di Roy William Neill (1938)
- Ten Days in Paris, regia di Tim Whelan (1940)
- Three Silent Men, regia di Thomas Bentley (1940)
- Unpublished Story, regia di Harold French (1942)
- Against the Wind, regia di Charles Crichton (1948)
- Tramonto d'amore (That Dangerous Age), regia di Gregory Ratoff (1949)
- No Place for Jennifer, regia di Henry Cass (1950)
- L'amore segreto di Madeleine (Madeleine), regia di David Lean (1950)
- Paura in palcoscenico (Stage Fright), regia di Alfred Hitchcock (1950)
- Tragica incertezza (So Long at the Fair), regia di Terence Fisher ed Anthony Darnborough (1950)
- Sanatorium, episodio di Trio, regia di Ken Annakin ed Harold French (1950)
- Minaccia atomica (Seven Days to Noon), regia di John e Roy Boulting (1950)
- Cielo tempestoso (The Clouded Yellow), regia di Ralph Thomas (1950)
- Flesh and Blood, regia di Anthony Kimmins (1951)
- SOS Scotland Yard (High Treason), regia di Roy Boulting (1951)
- The Tall Headlines, regia di Terence Young (1952)
- Volto rubato (Stolen Face), regia di Terence Fisher (1952)
- Il trono nero (His Majesty O'Keefe), regia di Byron Haskin (1954)
- The Golden Link, regia di Charles Saunders (1954)
- Il cavaliere del mistero (The Black Knight), regia di Tay Garnett (1954)
- Lord Mountdrago, episodio di Tre casi di assassinio (Three Cases of Murder), regia di George More O'Ferrall (1955)
- Tempo d'estate (Summertime), regia di David Lean (1955)
- The Secret, regia di Cy Endfield (1955)
- They Can't Hang Me, regia di Val Guest (1955)
- L'uomo che non è mai esistito (The Man Who Never Was), regia di Ronald Neame (1956)
- La tenda nera (The Black Tent), regia di Brian Desmond Hurst (1956)
- The Baby and the Battleship, regia di Jay Lewis (1956)
- Zarak Khan (Zarak), regia di Terence Young (1956)
- International Police (Interpol), regia di John Gilling (1957)
- Il ponte sul fiume Kwai (The Bridge on the River Kwai), regia di David Lean (1957)
- Diamond Safari, regia di Gerald Mayer (1958)
- Paris Holiday, regia di Gerd Oswald (1958)
- L'isola dei disperati (The Camp on Blood Island), regia di Val Guest (1958)
- Il drago degli abissi (The Giant Behemoth), regia di Eugène Lourié e Douglas Hickox (1959)
- La furia dei Baskerville (The Hound of the Baskervilles), regia di Terence Fisher (1959)
- Ben-Hur, regia di William Wyler (1959)
- La tragedia del Phoenix (Cone of Silence), regia di Charles Frend (1960)
- L'ombra del gatto (Shadow of the Cat), regia di John Gilling (1961)
- Cash on Demand, regia di Quentin Lawrence (1961)
- La donna di paglia (Woman of Straw), regia di Basil Dearden (1964)
- Giallo a Creta (The Moon-Spinners), regia di James Neilson (1964)
- La dea della città perduta (She), regia di Robert Day (1965)
- La lunga notte dell'orrore (The Plague of the Zombies), regia di John Gilling (1966)
- Judith, regia di Daniel Mann (1966)
- La cassa sbagliata (The Wrong Box), regia di Bryan Forbes (1966)
- Il sudario della mummia (The Mummy's Shroud), regia di John Gilling (1967)
- Buio oltre il sole (The Mercenaries), regia di Jack Cardiff (1968)
- La donna venuta dal passato (The Vengeance of She), regia di Cliff Owen (1968)
- 23 pugnali per Cesare (Julius Caesar), regia di Stuart Burge (1970)
- L'assassino di Rillington Place n. 10 (10 Rillington Place), regia di Richard Fleischer (1971)
- La papessa Giovanna (Pope Joan), regia di Michael Anderson (1972)
- Barry Lyndon, regia di Stanley Kubrick (1975)
- La scarpetta e la rosa (The Slipper and the Rose - The Story of Cinderella), regia di Bryan Forbes (1976)
- Il messaggio (The Message), regia di Mustafa Akkad (1976)
- Il Signore degli Anelli (The Lord of the Rings), regia di Ralph Bakshi (1978) – solo voce
- 1855 - La prima grande rapina al treno (The First Great Train Robbery), regia di Michael Crichton (1979) – postumo

### Televisione
- Sunday Night Theatre – serie TV, 7 episodi (1950-1954)
- Terminus – serie TV, un episodio (1955)
- Lilli Palmer Theatre – serie TV, un episodio (1955)
- Douglas Fairbanks, Jr., Presents – serie TV, 4 episodi (1955-1956)
- ITV Television Playhouse – serie TV, 4 episodi (1956-1957)
- Armchair Theatre – serie TV, 4 episodi (1956-1962)
- The Buccaneers – serie TV, un episodio (1956)
- Assignment Foreign Legion – serie TV, episodio 1x26 (1957)
- Overseas Press Club - Exclusive! – serie TV, un episodio (1957)
- ITV Play of the Week – serie TV, un episodio (1958)
- White Hunter – serie TV, 2 episodi (1958)
- Quatermass and the Pit – serie TV, 6 episodi (1958-1959)
- L'uomo invisibile (The Invisible Man) – serie TV, un episodio (1958)
- International Detective – serie TV, un episodio (1959)
- BBC Sunday-Night Play – serie TV, un episodio (1960)
- On Trial – serie TV, un episodio (1960)
- Theatre 70 – serie TV, un episodio (1960)
- ITV Sunday Night Drama – serie TV, 4 episodi (1960-1978)
- Alcoa Presents: One Step Beyond – serie TV, un episodio (1961)
- The Human Jungle – serie TV, un episodio (1963)
- Maupassant – serie TV, un episodio (1963)
- Agente speciale (The Avengers) – serie TV, 2 episodi (1963-1965)
- Festival – serie TV, un episodio (1964)
- Gioco pericoloso (Danger Man) – serie TV, un episodio (1965)
- Il Santo (The Saint) – serie TV, un episodio (1965)
- Theatre 625 – serie TV, un episodio (1965)
- Court Martial – serie TV, un episodio (1965)
- Doctor Who – serie TV, 3 episodi (1966)
- Knock on Any Door – serie TV, episodio 2x10 (1966)
- Investigatore offresi (Public Eye) – serie TV, 2 episodi (1966-1971)
- Conflict – serie TV, 2 episodi (1967)
- The Caesars – serie TV, 5 episodi (1968)
- ITV Playhouse – serie TV, un episodio (1969)
- Love Story – serie TV, un episodio (1969)
- W. Somerset Maugham – serie TV, un episodio (1969)
- Big Brother – serie TV, un episodio (1970)
- Play for Today – serie TV, un episodio (1971)
- The Expert – serie TV, un episodio (1971)
- Spyder's Web – serie TV, un episodio (1972)
- The Adventurer – serie TV, un episodio (1973)
- Special Branch – serie TV, un episodio (1974)
- Armchair Cinema – serie TV, un episodio (1974)
- Edoardo VII principe di Galles (Edward the Seventh) – serie TV, 4 episodi (1974)
- The Velvet Glove – serie TV, un episodio (1977)
- Mr. Big – serie TV, un episodio (1977)
- Play of the Month – serie TV, un episodio (1977)
- Will Shakespeare – serie TV, un episodio (1978)
- Parables – serie TV, un episodio (1978)
- Crown Court – serie TV, 2 episodi (1978)
- I Professionals (The Professionals) – serie TV, un episodio (1978)

## Doppiatori italiani
Nelle versioni italiane dei suoi film, André Morell è stato doppiato da:
- Mario Pisu ne La furia dei Baskerville, Il cavaliere del mistero
- Bruno Persa in Zarak Khan, Ben-Hur
- Sandro Ruffini ne L'amore segreto di Madeleine
- Giorgio Capecchi in Minaccia atomica
- Amilcare Pettinelli in Tempo d'estate
- Lauro Gazzolo ne Il ponte sul fiume Kwai
- Gino Baghetti in Giallo a Creta
- Mario Feliciani in Barry Lyndon

Da doppiatore è sostituito da:
- Gino La Monica ne Il signore degli anelli